# الوجيز في الفقه على مذهب الإمام أحمد بن حنبل
الوجيز في الفقه على مذهب الإمام أحمد بن حنبل هو أحد المتون المهمة في مذهب الحنابلة واعتمده كثيرا منهم.
ألفه الفقيه الحسين بن يوسف بن محمد بن أبي السريّ الدجيليّ البغداديّ الحنبلي (ت: 732هـ / 1331م).

## نبذة عن الكتاب
قال مؤلفه في مقدمته:
"وبعد فَهَذَا كِتَابٌ فِي الْفِقْهِ، عَلَى مَذْهَبِ الإِمَامِ الْمُبَجَّلْ، وَالْبَحْرِ الْمُفَضَّلْ، أَبِي عَبْدِ اللَّهِ أَحْمَدَ بْنِ مُحَمَّدِ بْنِ حَنْبَلْ، رَضِيَ اللَّهُ عَنْهُ.
جَمَعْتُهُ "وَجِيزًا" قَوْلًا وَاحِدًا مُخْتَارًا مِنْ تَرْجِيحِ الرِّوَايَاتِ الْمَنْصُوصَةِ عَنْهُ الْمُعَنْعَنَةِ الْمُتَدَاوَلَهْ، وَعَرَضْتُهُ مِرَارًا عَلَى شَيْخِنَا الإِمَامِ الْعَلَّامَهْ، وَالْبَحْرِالْفَهَّامَهْ، نَسِيجِ وَحْدِهِ وَفَرِيدِ عَصْرِهِ، مُفْتِي الْفِرَقْ تَقِيِّ الدِينِ أَبِي بَكْرٍ عَبْدِ اللَّهِ الزَّرِيرَانِيِّ، عَضَدَ اللَّهُ الإِسْلَامَ بِحَيَاتِهِ الْمُتَوَاصِلَهْ وَقَضَايَاهُالْقَاطِعَةِ الْفَاصِلَه، فَهَذَّبَهُ وَأَمْلَى عَلَيَّ فِيهِ مِنْ فِيهِ مَسَائِلَ مَنْصُوصَةً عَنِ الإِمَامِ، صَارَتْ أَحْكَامُ الْكِتابِ بِهِ كَامِلَهْ، وَأَجَازَ الإِفْتَاءَ بِحُكْمِهِ، وَأَنَّهُالْمَذْهَبُ، فَالْتَاطَتْ بِهِ طُلَاوَةً طَائِلَهْ. وَمَا وُجِدَ فِيهِ مِنْ نَقْصٍ فِي مَوْضِعٍ، رُبَّمَا ذَكَرْتُهُ فِي مَوْضِعٍ آخَرَ صَرِيحًا أَوْ تَنْبِيهًا، أَوْ يُفهَمُ مِنْ حُكْمِ مَسْأَلَةٍأُخْرَى، وَإِلَّا فَهُوَ مَنْسُوبٌ إِلَى اتِّفَاقِ التَّفْرِيقْ، وَافْتِرَاقِ التَّوْفِيقْ، الَّذِي بَعْضُهُ يَصُدُّ الْفِكْرَةَ عَنْ تَحْقِيقِ التَّلْفِيقْ، وَيَجْعَلُ الأَفْهَامَ وَاهِلَهْ".

## قيل عن الكتاب
عرضه على شيخه الزَّرِيرَانِيِّ، وكَتَبَ لَهُ عَلَيْهِ: "أَلْفَيْتُهُ كِتَابًا وَجِيزًا كَمَا وَسَمَهْ جَامِعًا لِمَسَائِلَ كَثيرَة، وَفَوَائِدَ غَزِيرَة قَلَّ أَنْ يَجْتَمعَ مِثْلُهَا في أَمْثَالِهْ،أَوْ يتَهَيَّأَ لِمُصَنِّفٍ أَنْ يَنْسِجَ عَلَى مِنْوَالِهْ"

## المخطوطات
له نسخة خطية وحيدة بمكتبة "راغب باشا" بإستانبول وناسخها: أحمد بن مسعود بن محمد بن محمد الشهاب النابلسي ثم القاهري. وقد انتهى من نسخها سنة (868هـ).

## الطبع
طبع الكتاب لأول مرة في مكتبة الرشد ناشرون، في الرياض سنة 1425هـ.

## الشروح والحواشي والنظم
- «شرح الوجيز» للزَّرْكَشِيِّ الحنبلي (ت: 772هـ) مخطوط.

- «شرح الوجيز» لمحمد بن عبد القادر الْجَعْفَرِيِّ النَّابُلُسِيِّ (ت: 797هـ).

- «شرح الوجيز» لِلْعِزِّ النَّابُلُسِيِّ (ت: 855هـ) شرحه في خمس مجلدات.

- «شرح الوجيز» للزَّرِيرَانِيِّ (ت: 890هـ).

- «فَتْحُ الْمَلِكِ الْعَزِيزْ بشرح الوجيز» لعلي بن الْهِيتِيِّ (ت: 900هـ). شرحه في خمس مجلدات.
- «شرح الوجيز» لابن النَّجَّارِ الْفُتُوحِيِّ (ت: 949هـ). شرع فيه ولم يتمه.
- «شرح الوجيز» لاِبْنِ فِتْيَانٍ. أحترق شرحه في فتنة دمشق.
- «حَوَاشٍ على الوجيز» لعبدالرحمن بن سليمان بن أبي الكرم، المعروف بـ "أبي شَعَرٍ" (ت: 844هـ).
- «حاشية على الوجيز» لِلْمُحِبِّ بن نصر الله التُّسْتَرِيِّ (ت: 844هـ).
- «تنقيح الوجيز» حاشية لعز الدين الْمَخْزُومِيِّ (ت: 876هـ).
- «منظومة الوجيز» لجلال الدين التُّسْتَرِيُّ (ت: 812هـ) ويقال لها: "الْكَبِيرُ فِي التَّفَقُّهِ". وهي ستة آلَافٍ بيتٍ.